# Gustavo de Sajonia-Lauenburgo
Gustavo de Sajonia-Lauenburgo (31 de agosto de 1570 (?) - 11 de noviembre de 1597) fue el hijo mayor de Magnus II de Sajonia-Lauenburgo y Sofía de Suecia , hija del rey Gustavo I de Suecia .

## Biografía
El padre de Gustavo, Magnus, salió de Suecia en 1578 cuando el rey Juan III lo expulsó por golpear a su esposa. Juan lo obligó a dejar a Gustavo al cuidado de su madre Sofía. Gustavo fue criado en Ekolsund por su madre. Su educación fue vista como pobre debido a la naturaleza voluble de su madre y la indulgencia excesiva de su hijo. El duque Carlos (más tarde el rey Carlos IX de Suecia) lo acogió, creyendo que sería mejor crecer en su corte. En 1590, Gustav fue expulsado de la corte del rey Juan debido a un comportamiento excesivo en las tabernas de Estocolmo, lo que llevó a la intervención de su madre en su nombre con una súplica a la reina, Gunilla Bielke. En 1591, Gustavo viajó al continente y llegó a Italia, volviendo a Suecia en enero de 1594.
Desde el 28 de junio recibió ingresos de los feudos de cientos de Håbo, Ärlinghundra y Lagunda. En 1595 entró en conflicto con su madre por compartir las ganancias de sus feudos. Los ingresos de Sofía estaban en peligro, pero el problema se resolvió cuando el rey Carlos lo obligó a devolver los feudos, que le fueron entregados a su madre. Los ingresos de Gustavo se vieron reforzados al obtener los derechos de los diezmos de la iglesia. En 1597 también recibió los derechos de Haguna cien y las parroquias de Lagunda y Håbo que no estaban bajo el control de Sofía.
En el conflicto entre Segismundo III Vasa y Carlos IX, Gustavo se puso del lado de este último y fue puesto a cargo del Castillo de Kalmar el 8 de junio de 1597. El 11 de agosto del mismo año, accidentalmente se disparó por la rodilla a un miembro de Estocolmo y murió el 11 de noviembre de sus heridas. Fue enterrado junto con su tía materna, Isabel Vasa, el 21 de enero de 1598 en la catedral de Uppsala. Se agregó un cenotafio sobre ellos hasta 1829. 

## Familia
Gustavo no tuvo hijos legítimos, pero sí tuvo un bastardo con Ingrid en Halkved: Magnus Gustafsson Rutencrantz, (1590-1640). Y probablente dos más según Wikidata con fuentes inglesas.